# Weird Lullaby
Albums de Babs Gonzales
/ Voila!
(1958)
Weird Lullaby est un album jazz du pianiste et chanteur bebop Babs Gonzales paru en 1992 sur le label Blue Note. L'album est une compilation de 20 titres comprenant la plupart des morceaux enregistrés par Gonzales entre 1947 et 1949. Lors de ces sessions d'enregistrement, Gonzales est accompagné de musiciens de talent tels que Tadd Dameron, Roy Haynes, J.J. Johnson, Art Pepper et Sonny Rollins, jeune saxophoniste de 19 ans qui réalise à cette occasion son premier enregistrement studio.

## Titres
Les possibilités vocales de Gonzales étaient assez limitées mais il aimait chanter du bebop et avait développé un style de scat qui insistait davantage sur les voyelles. Son plus important succès est certainement le morceau Oop-Pop-A-Da qu'il enregistre avant la célèbre version de Dizzy Gillespie. Weird Lullaby, Professor Bop ou encore Prelude to a Nightmare font également partie de ses succès enregistrés entre 1947 et 1949. Huit titres de cet album sont réalisés avec son propre groupe, Three Bips and a Bop, incluant aussi le pianiste Tadd Dameron.
Le saxophoniste Sonny Rollins, alors âgé de 19 ans commence sa carrière en enregistrant lors de la session du 20 janvier 1949 avec le groupe nommé The Bebop Professors les deux titres Capitolizing et Professor Bop. Avec ce premier enregistrement studio, il va également attirer l'attention du tromboniste J. J. Johnson qui l'engage en mai 1949 pour l'enregistrement de son album J. J. Johnson's Jazz Quintets.
| N°  | Titre                      | Compositeur                                          | Durée |
| --- | -------------------------- | ---------------------------------------------------- | ----- |
| 1.  | Lop-Pow                    | Babs Gonzales                                        | 2:39  |
| 2.  | Oop-Pop-A-Da               | Dizzy Gillespie, Babs Gonzales                       | 2:50  |
| 3.  | Stompin' at the Savoy      | Benny Goodman, Andy Razaf, Edgar Sampson, Chick Webb | 2:44  |
| 4.  | Pay Dem Dues               | Babs Gonzales                                        | 3:10  |
| 5.  | Runnin' Around             | Babs Gonzales                                        | 2:57  |
| 6.  | Bab's Dream                | Babs Gonzales                                        | 2:52  |
| 7.  | Dob Bla Bli                | Tadd Dameron                                         | 2:46  |
| 8.  | Weird Lullaby              | Babs Gonzales                                        | 2:57  |
| 9.  | Capitolizing               | Babs Gonzales                                        | 2:41  |
| 10. | Professor Bop              | Babs Gonzales                                        | 2:25  |
| 11. | The Continental            | Con Conrad, Herbert Magidson                         | 2:40  |
| 12. | Prelude to a Nightmare     | Babs Gonzales                                        | 2:18  |
| 13. | Real Crazy                 | Babs Gonzales                                        | 2:22  |
| 14. | Then You'll Be Boppin' Too | Babs Gonzales                                        | 2:21  |
| 15. | When Lovers They Lose      | Babs Gonzales                                        | 3:20  |
| 16. | St. Louis Blues            | William Christopher Handy                            | 2:36  |
| 17. | 'Round About Midnight      | Bernie Hanighen, Thelonious Monk, Cootie Williams    | 3:36  |
| 18. | You Need Connections       | Babs Gonzales                                        | 3:00  |
| 19. | Encore [prise 45 tours]    | Babs Gonzales                                        | 4:30  |
| 20. | Encore [prise LP]          | Babs Gonzales                                        | 4:19  |

## Enregistrement
Les morceaux sont enregistrés en plusieurs sessions d'enregistrement. La première se déroule aux WOR Studios à New York le 24 février 1947 où les quatre premiers titres sont enregistrés puis le 7 mai pour les titres de 5 à 8. Le 20 janvier 1949 sont enregistrés à New York également les titres 9 et 10. Mi-mars 1949 sont réalisés les deux morceaux suivants (titres 11 et 12) au Capitol Studios à Los Angeles. La session suivante a lieu à New York le 27 avril pour l'enregistrement des titres de 13 à 16. Enfin le 27 mars 1956, les titres 17 et 18 sont enregistrés au Rudy Van Gelder Studio à Hackensack (New Jersey) puis les deux derniers le 23 novembre 1958. L'album est référencé Blue Note 84464.
| Musicien         | Instrument        | Titre       |  | Équipe technique |             |
| ---------------- | ----------------- | ----------- |  | ---------------- | ----------- |
| Babs Gonzales    | chant             | 1 — 20      |  | Michael Cuscuna  | Producteur  |
| Sonny Rollins    | saxophone ténor   | 9-10, 13-16 |  | Rudy Van Gelder  | Ingénieur   |
| Herbie Steward   | saxophone ténor   | 11-12       |  | Doug Hawkins     | Ingénieur   |
| Eddie Williams   | saxophone ténor   | 19-20       |  | Ira Gitler       | Liner Notes |
| Don Redman       | saxophone soprano | 13-16       |  |                  |             |
| Jordan Fordin    | saxophone alto    | 9,10        |  |                  |             |
| Art Pepper       | saxophone alto    | 11-12       |  |                  |             |
| Rudy Williams    | saxophone alto    | 1-4         |  |                  |             |
| J.J. Johnson     | trombone          | 9,16        |  |                  |             |
| Bennie Green     | trombone          | 9-10, 19-20 |  |                  |             |
| Julius Watkins   | cor d'harmonie    | 9,10        |  |                  |             |
| Tadd Dameron     | piano             | 1-8         |  |                  |             |
| Wynton Kelly     | piano             | 11-16       |  |                  |             |
| Linton Garner    | piano             | 9,10        |  |                  |             |
| Sonny Clark      | piano             | 19-20       |  |                  |             |
| Bruce Lawrence   | contrebasse       | 11-16       |  |                  |             |
| Art Phipps       | contrebasse       | 1-10        |  |                  |             |
| Paul Chambers    | contrebasse       | 19-20       |  |                  |             |
| Roy Haynes       | batterie          | 13-16       |  |                  |             |
| Jack Parker      | batterie          | 9,10        |  |                  |             |
| Charles Simon    | batterie          | 1-4         |  |                  |             |
| Jackie Mills     | batterie          | 11-12       |  |                  |             |
| Donald Bailey    | batterie          | 17-18       |  |                  |             |
| Jerry Segal      | batterie          | 19-20       |  |                  |             |
| Ray Nance        | violon            | 13-16       |  |                  |             |
| Alberto Socarras | flute             | 13-16       |  |                  |             |
| Pee Wee Tinney   | guitare           | 1-8, 11-12  |  |                  |             |
| Thornel Schwartz | guitare           | 17-18       |  |                  |             |
| Jimmy Smith      | orgue             | 17-18       |  |                  |             |